# スルタン・アフマド (ヤルカンド・ハン国)
スルタン・アフマド（ウイグル語: سلطان احمد, ラテン文字転写: Sultan Ahmad, ? - 1700年以降）は、ヤルカンド・ハン国の第18代（最後）の君主（在位：1700年 - 1700年以降）。

## 生涯
アクバシュ・ハーンの長男。父がアーファーキーヤの支配するカシュガルを攻め落とすと、カシュガルの総督に任じられた。しかし、カシュガルで実権を握っていたキルギス首領のアルズ・ムハンマドとアーファーキーヤがアクバシュに反旗を翻すと、アフマドは反アクバシュの旗印として擁立された。アクバシュはトルファン（現在の高昌区）のベグたちを引き連れてカシュガルに出兵したが、逆にキルギスに捕えられて殺害された。アルズ・ムハンマドはヤルカンドに攻め込み、アフマドがヤルカンドのハンとして即位した。
しかしアルズ・ムハンマドの支配を潔しとしないヤルカンドのベグたちは、ジュンガルのツェワンラブタンに救援を求め、1700年にチュフル・タイジ率いるジュンガル軍がヤルカンドとカシュガルに侵攻してきた。キルギスは敗走し、アフマドは行方不明となった。ヤルカンドとカシュガルを征服したツェワンラブタンは、それまでのチャガタイ家の成員を傀儡に据えるのに代えて各地のベグを直接任命して支配するようにした。
アフマドの長男のマンスールはトルファンにいたが、ジュンガルによってカラシャール（現在の焉耆回族自治県）に移され、大小ホージャの乱が起こるとヤルカンドに逃亡した。大小ホージャの乱終結後の1760年に北京に赴いて乾隆帝に拝謁し、チンギス・カンの後裔であることから一等台吉に封じられて北京に住むよう命じられた。

## 参考資料
- Henry G. Schwarz (1976). “The Khwājas of Eastern Turkestan”. Central Asiatic Journal (Harrassowitz Verlag) 20 (4):  266-296.